# Gerald Laird
Pour les articles homonymes, voir Laird (homonymie).
Gerald Lee Laird (né le 13 novembre 1979 à Westminster, Californie, États-Unis) est un ancien receveur de baseball qui évoluait en Ligues majeure.
Champion de la Série mondiale 2011 avec les Cardinals de Saint-Louis, Gerald Laird est le frère aîné de Brandon Laird, un joueur de troisième but.

## Carrière

### Rangers du Texas
Étudiant au Cypress College de Cypress en Californie, Gerald Laird est drafté le 2 juin 1998, par les Athletics d'Oakland au deuxième tour de sélection (45e choix). Encore joueur de Ligues mineures, il est transféré chez les Rangers du Texas le 14 janvier 2002.
Il débute en Ligue majeure le 30 avril 2003 sous l'uniforme des Rangers. Cette première fait suite à la blessure du titulaire du poste de receveur, Todd Greene. Quand ce dernier revient au jeu quinez jours plus tard, Laird repart en Ligues mineures. Il refait son apparition au sein de l'effectif actif des Rangers en fin de saison 2003.
Commençant la saison 2004 au poste de receveur titulaire, Laird se blesse lourdement en mai 2004 à la suite d'une collision au marbre ; Il manque l'essentiel des saisons 2004 et 2005. Il est plus présent en 2006, mais seulement comme remplaçant du titulaire, Rod Barajas.
Barajas parti à Philadelphie, Laird devient titulaire en 2007. 

### Tigers de Détroit
Laird est échangé le 8 décembre 2008 aux Tigers de Détroit. Il joue la saison 2009 comme titulaire au poste de receveur.

### Cardinals de Saint-Louis
Devenu joueur autonome après deux saisons chez les Tigers, il signe en décembre 2010 un contrat d'un avec les Cardinals de Saint-Louis. Il ne joue que 37 parties en saison régulière 2011 comme substitut à Yadier Molina. Il voit de l'action dans quatre parties de séries éliminatoires et est couronné champion de la Série mondiale 2011 avec les Cardinals.

### Retour chez les Tigers
Devenu agent libre, Laird retourne chez les Tigers de Détroit en novembre 2011 lorsqu'il accepte un contrat d'une saison. Sa moyenne au bâton s'élève à ,282 en 63 matchs en 2012. Il participe à la Série mondiale 2012, que les Tigers perdent contre les Giants de San Francisco.

### Braves d'Atlanta
Le 16 novembre 2012, Laird signe un contrat de deux saisons avec les Braves d'Atlanta.

### Diamondbacks de l'Arizona
Il rejoint les Diamondbacks de l'Arizona mais ne joue qu'un match pour eux en 2015 avant d'être libéré de son contrat le 24 août. Il passe 4 mois de la saison 2015 sur la liste des blessés après une intervention chirurgicale au dos.

## Statistiques
| Saison | Équipe  | G   | AB   | R   | H   | 2B  | 3B | HR | RBI | SB | BA   |
| ------ | ------- | --- | ---- | --- | --- | --- | -- | -- | --- | -- | ---- |
| 2003   | Texas   | 19  | 44   | 9   | 12  | 2   | 1  | 1  | 4   | 0  | .273 |
| 2004   | Texas   | 49  | 147  | 20  | 33  | 6   | 0  | 1  | 16  | 0  | .224 |
| 2005   | Texas   | 13  | 40   | 7   | 9   | 2   | 0  | 1  | 4   | 0  | .225 |
| 2006   | Texas   | 78  | 243  | 46  | 72  | 20  | 1  | 7  | 22  | 3  | .296 |
| 2007   | Texas   | 120 | 407  | 48  | 91  | 18  | 3  | 9  | 47  | 6  | .224 |
| 2008   | Texas   | 95  | 344  | 54  | 95  | 24  | 0  | 6  | 41  | 2  | .276 |
| 2009   | Détroit | 135 | 413  | 49  | 93  | 23  | 2  | 4  | 33  | 5  | .225 |
| 2010   | Détroit | 89  | 270  | 22  | 56  | 11  | 0  | 5  | 25  | 3  | .207 |
| Totaux | Totaux  | 598 | 1908 | 255 | 461 | 106 | 7  | 34 | 192 | 19 | .242 |

Note : G = Matches joués ; AB = Passages au bâton; R = Points ; H = Coups sûrs ; 2B = Doubles ; 3B = Triples ; 
HR = Coup de circuit ; RBI = Points produits ; SB = Buts volés ; BA = Moyenne au bâton.